# جاناتن آهدوت
جاناتن آهدوت  (به انگلیسی: Jonathan Ahdout) زاده ۲۷ اسفند ۱۳۶۷ بازیگر ایرانی-آمریکایی است. از فیلم های معروف او میتوان به تفنگ آمریکایی و خانه‌ای از شن و مه اشاره کرد.

## زندگینامه
وی در شهر سنتا مونیکا، کالیفرنیا زاده شده است. پدر و مادر وی از ایرانیان یهودی هستند که بعد از انقلاب ایران در سال ۱۳۶۰ مجبور به ترک ایران و مهاجرت به آمریکا شدند.
آهدوت در حال حاضر با خانواده‌اش در برنتوود در غرب لس آنجلس در ایالت کالیفرنیا زندگی می‌کند.